# Louane Emera
Louane Emera, artistnamn även bara Louane, född Anne Edwige Maria Peichert den 26 november 1996 i Hénin-Beaumont, Nord-Pas-de-Calais, är en fransk sångerska och skådespelerska. 2015 vann hon Césarpriset och Prix Lumières du meilleur espoir féminin för sin roll som Paula Bélier i Familjen Bélier.
I maj 2025 representerade hon Frankrike i Eurovision Song Contest 2025 med låten "Maman" som kom på sjunde plats.

## Filmografi
- 2014 – Familjen Bélier

## Diskografi

### Studioalbum
- 2015 - Chambre 12 –  #1

### Singlar
- 2013 - Un homme heureux
- 2013 - Quelqu'un m'a dit
- 2013 - Imagine
- 2014 - Jour 1
- 2015 - Avenir –  #1
- 2015 - Maman